# Brunatna gleba leśna
Brunatna gleba leśna – rodzaj gleb utworzonych ze skał zasobnych w wapń, w klimacie umiarkowanym wilgotnym. Na proces ich tworzenia ma wpływ proces brunatnienia. Są dość żyzne i zasobne w próchnice. Występują na wszystkich kontynentach, w Polsce gł. w północnych i zachodnich rejonach. Gleby te są podłożem dla lasów liściastych i mieszanych.